# 전두엽 활동량 감소
전두엽활동량감소(Hypofrontality)는 뇌의 전두엽(frontal lobe) 및 전전두피질(prefrontal cortex)에서 뇌 혈류(CBF,cerebral blood flow)가 감소 된 상태로 정의된다. 전두엽 활동량 감소(Hypofrontality)는 정신 분열증, 주의력 결핍 과잉 행동 장애(ADHD), 양극성 장애 및 주요 우울 장애와 같은 여러 신경 학적 질환의 증상에서 진단적 조건중 하나 또는 임상적 병변 징후의 하나로 확인된다.  이 상태는 1974년에 잉그바(Ingvar, D. H.)와 프랜젠(Franzén, G.)에 의해 32개의 검출기가있는 크세논 혈류 기술을 사용하여 정신 분열증 환자의 뇌를 영상화함으로써 처음 설명되었다. 이 발견은 18F-FDG(fluorodeoxyglucose) 추적자를 사용한 양전자 방출 단층 촬영(PET)의 향상된 공간 해상도를 사용한 후속 연구에서 추가 확인되었다. 이후의 신경 영상 연구는 전두엽 CBF의 감소가 전두엽 피질의 내측, 외측 및 안와 부분에 국한된다는 것을 보여 주었다. 전두엽 활동량 감소(Hypofrontality)는 많은 연구에서 정신 분열증의 부정적인 증상에 기여하는 것으로 여겨지고있다. 전두엽활동량감소(Hypofrontality)는 처음에는 이러한 상태를 치료하는 데 사용되는 항 정신병 약물의 부작용으로 생각되었다. 그러나 위스콘신 카드 분류 검사에서 우 전두엽, 좌 측두엽 및 좌 소뇌의 활동이 감소하는 것은 항 정신병 약을 받은 적이 없는 정신 분열증 환자에게서 볼 수 있다는 교차 연구에서 이는 사실이 아님을 시사하게 되었다.

## 같이 보기
- 작업기억
- 형식적 사고장애(Formal thought disorder)